# 手食文化

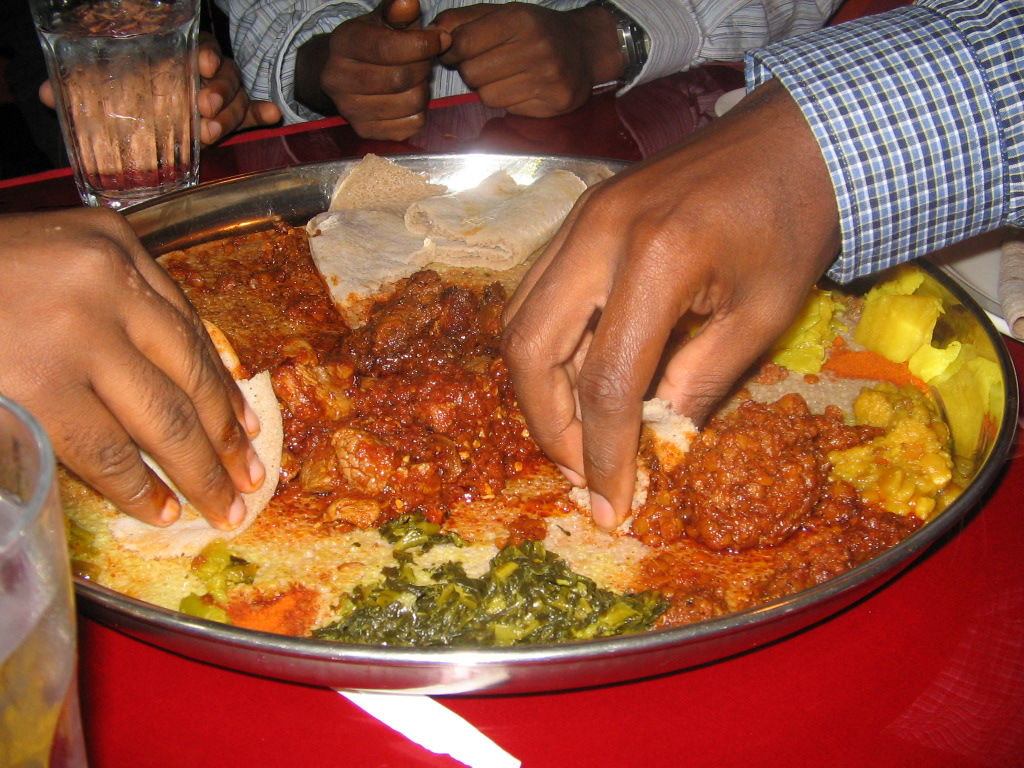
手食による食事風景（エチオピア料理）

手食文化（てしょくぶんか）は、人が食事を摂る際に、手で直接食べ物を取り口に運ぶ食文化を指す。

## 概要
ヨーロッパにおいても近世までは手食による食事が主流であった。例えば、16世紀に来日したイエズス会の宣教師であるルイス・フロイスは、著書『日欧文化比較』において、日本では箸を使う一方で、ヨーロッパでは手食すると、述べている。
17世紀末のパスタの流行によって四本歯のフォークが発明されるとこれを使用した食事作法が上流階級に浸透して一般化していくとともに手食による食事風景は消えていった。現代ではパンやサンドイッチなどの軽食を食す際に手食の名残が残っている。
日本においては『魏志倭人伝』において「倭人は手食する」との記述があることなどから奈良時代以前に中国より箸が伝来するまでは手食文化を持っていたと考えられているが、平安時代に入る頃には市街地の遺跡などからも箸が出土し、庶民にまで浸透していたことが窺える。現代においても、寿司、おにぎりなどの軽食において選択的に手食が用いられる場合があり、こうした風習が古来の手食の名残とされる。
現代では、アフリカ、中近東、インド、東南アジア、オセアニアなどを中心に、世界の約44%の人が主に手で直接ものを掴んで食事を行っている。
また、手食文化圏以外でも料理の種類によって選択的に手食を行う場合がある。手食文化圏外の人々からは文化的思考差異から不潔、野蛮といったネガティブなイメージを持たれがちであるが、手食文化圏においては食べ物を口に入れる前に手（指先）で味わうことから、道具を使用した食事方法よりも優れているとされ、また、道具（食器、食具）よりも良く洗った手の方が清浄であると考えられている。

## 宗教

### イスラム教

#### 右手と左手に関する教義
イスラム教では預言者ムハンマドらが右手を使って飲食していたこと、預言者ムハンマドが信徒らに左手で食事をするのはシャイターン（悪魔）の仕草なので右手で飲食をするよう指示したことなどから、宗教的に預言者の言動・慣行（スンナ）を根拠として右手で食べることが強く推奨（مستحب, mustaḥabb, ムスタバッブ, 義務の一歩手前）されている。
病気や怪我の理由も無く左手で食べることが嫌悪・忌避（مكروه, makrūh, マクルーフ, 禁止・禁忌の一歩手前）という扱いで、宗教的罪とまではならないが、左手食はシャイターン（悪魔）と同じ仕草で飲食を行うことだとして忌避される対象となっているが、病気や負傷といったやむを得ない理由がある場合は左手で食べても差し支えないとされている。
右手が使えるにもかかわらず左手で食べることは意図的にイスラム教社会のルールを守らない行為・マナー違反の失礼な行為だと見なされイスラム教徒家庭で子供の左利き矯正が積極的に行われる原因ともなっている。
イスラム教やアラブ世界では右手・右足そのものが神聖・聖浄・清浄で左手・左足そのものが不浄という規定にはなっておらず、「左手そのものが汚れた不浄の手なので飲食に使うことが禁じられている」、「食べ物は神から与えられた神聖な存在・恵みなので汚れた不浄の存在である左手で触れることが許されない」といった考え方はされていないが、飲食や握手などの日常的行為や清浄（طهارة, ṭahārah ないしは ṭahāra, タハーラ）が求められる動作は右手で行いモスクに立ち入る時も右足から入る、便所では左足から入り左手を使って排泄を済ませるといった不浄（نجاسة, najāsah ないしは najāsa, ナジャーサ）と結びつくなど実質的には右の優位や右手と左手という二項対立が存在している状態である。

#### アラブ・イスラム世界での伝統的食事手順

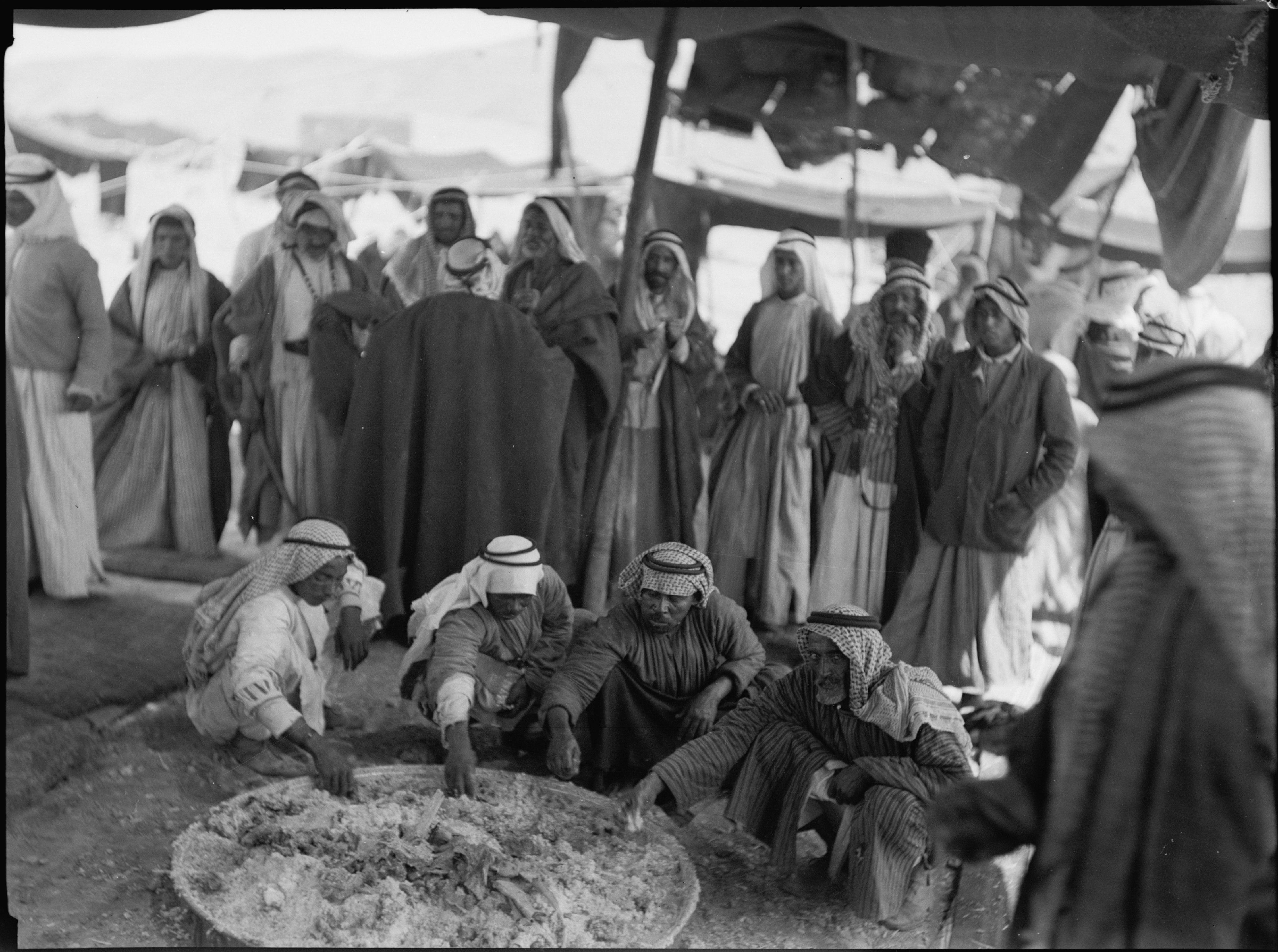
アラブ遊牧民伝統料理の一種マンサフ（肉乗せライス）を食べる部族男性ら（1930年代、ヨルダン）

イスラム教が興った地でもあるアラブ世界では部族民らはイスラム教の教義や部族社会のルールに従った共通の食事ルールやコーヒーマナーを有しており、料理の種類や食事に関する慣習や食べ方なども似通っている。人々は絨毯やシートの上に並べられた食事を共にし、肉を乗せたライスや大ぶりな魚料理などは大盆・大皿で出される。
元々は個人用の取り皿などは無かったため、西洋式の食器やカトラリーが取り入れられる前のスタイルは、皆で囲んだ大盆・大皿に直接手指をつけそこから料理を一口分に丸めて口に運ぶのが一般的であった。
人々はあぐらや片膝を立てたりしたポーズで座り、地位・立場に応じた順番に従い順番に大盆・大皿の前について食べていく。
イスラム教における食事のマナーでは手でつかみ取る場合は親指・人差し指・中指の先を使うのが良いとされ、手の平や手の甲の部分で大盆・大皿の料理に触れることはマナー違反と見なされている。またライス料理については上に乗せられた肉や米飯を大盆・大皿から集め取った後、手指を使ってある程度固めてから口に入れる手順が取られるなどする。
現代では会食にて1人前の料理がずらりと並べられ、各自がその前に座り食べる形式も取られており、ラマダーン月の断食後夕食を共にするイフタール会食などでそのような光景を見ることができる。
手食の際に3本の指（親指・人差し指・中指）を使うことは右手による手食の強い推奨と同様に預言者ムハンマドの言行録（ハディース）にも記録されていることから、イスラム教徒に共通した手食時のエチケットとなっており、上記のようなアラブ式の手食スタイルは非アラブ地域のイスラム教圏でも類似性が見られる一因となっている。

### ヒンドゥー教
ヒンドゥー教では食べ物は神から与えられた神聖なものと考えられており、手で食べるのが最も清浄だとされている。
インド圏でもイスラム同様三本指を用いて食事を行うが、大盆ではなく各個人用の皿に盛り付けられたものを食すのが一般的である。

## 寿司
日本の江戸時代に大流行となった握り寿司は屋台で販売されており、手でつまんで食べる「おやつ」の位置づけであった。現在でも、手でつまんで食べるように「おしぼり」を用意した寿司店専門店が多い。日本の寿司職人も、手で寿司を握る（伝統的な寿司店の場合）。日本国外においては、手で食べない場合が多く、料理人は手袋をして調理する場合がある。